# جناح کنترل

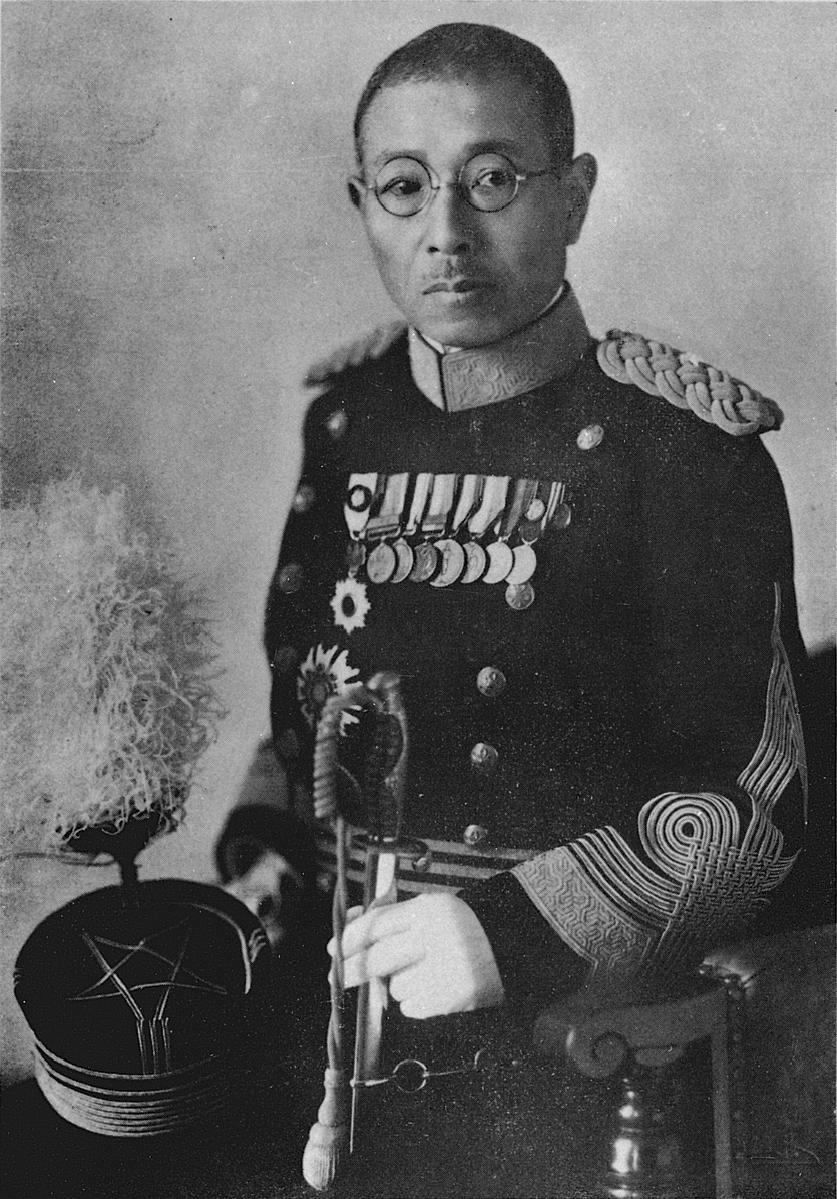
سرلشکر ناگاتا تتسوزان رهبر جناح توسی–‌ها

تُوسِی‌ها یا جناح کنترل (به ژاپنی: 統制派 Tōseiha) یک جناح سیاسی در داخل ارتش سلطنتی ژاپن بود که در دههٔ ۱۹۲۰ و ۱۹۳۰ فعالیت می‌کرد. رهبری این جناح را سرلشکر ناگاتا تتسوزان و هیدکی توجو در دست داشتند. این جناح مخالف با جناح راه امپراتور یا کُودُوها به رهبری آراکی سادائو و ماساکی جینزابورو بود.
یک دسته‌بندی سیاسی در نیروی زمینی امپراتوری ژاپن بود که در دهه‌های ۱۹۲۰ و ۱۹۳۰ فعال بود. جناح کنترل گروهی از افسران میانه‌رو بودند که عمدتاً به دلیل مخالفت با جناح رادیکال جناح راه امپراتور و آرمان‌های تهاجمی توسعه‌طلبانه و ضد مدرنیزاسیون جناح راه امپراتور متحد شده بودند. جناح کنترل برای نفوذ در ارتش با جناح راه امپراتوری رقابت داشت تا اینکه در اثر حادثه ۲۶ فوریه در سال ۱۹۳۶، جناح راه امپراتور عملاً منحل یا دفاکتو شد و بسیاری از هواداران آنها تنبیه یا اعدام شدند. پس از آن جناح کنترل به جناح اصلی ارتش تبدیل شد، اما ایدئولوژی جناح راه امپراتوری و هواداران آن تا اواخر دهه ۱۹۳۰ همچنان بر نظامی‌گری ژاپن تأثیرگذار بود.